# 内夫通·贝洛州长市
内夫通·贝洛州长市是巴西马拉尼昂州的一个市镇。总面积1160.866平方公里，总人口10473人，人口密度9人/平方公里。